# Open de France Féminin
L'Open de France féminin est une épreuve officielle de golf du Ladies European Tour. Il se dispute chaque année à la fin du mois de septembre. La première édition a eu lieu en 1987 à Fourqueux. Depuis, le tournoi a été disputé chaque année, à l'exception de 1998 et de 1990 à 1992. Après s'être déroulé pendant dix ans au golf d'Arras sous le nom d'Open de France Dames, il s'est tenu en 2010 et 2011 sur le parcours du Paris International Golf Club dans le Val-d'Oise. De 2012 à 2017, il a eu lieu à Saint-Jean-de-Luz dans le Pays basque, au golf de Chantaco. De 2018 à 2021, il se déroule au Golf du Médoc près de Bordeaux. À partir de 2022 et jusqu'en 2024  le tournoi se deroule au Golf Barrière de Deauville .

## Palmarès
| Année                             | Lieu                          | Vainqueur                     | Nationalité                   | Score                         |
| Lacoste Ladies Open de France     | Lacoste Ladies Open de France | Lacoste Ladies Open de France | Lacoste Ladies Open de France | Lacoste Ladies Open de France |
| --------------------------------- | ----------------------------- | ----------------------------- | ----------------------------- | ----------------------------- |
| 2023                              | Golf de Deauville             |                               |                               |                               |
| 2022                              | Golf de Deauville             | Inès Laklalech                | Maroc                         | 199 (-14)                     |
| 2021                              | Golf du Médoc                 | Céline Boutier                | France                        | 202 (-11)                     |
| 2020                              | Golf du Médoc                 | Julia Engström                | Suède                         | 206 (-7)                      |
| 2019                              | Golf du Médoc                 | Nelly Korda                   | États-Unis                    | 269 (-15)                     |
| 2018                              | Golf du Médoc                 | Caroline Hedwall              | Suède                         | 272 (-12)                     |
| 2017                              | Chantaco                      | Cristie Kerr                  | États-Unis                    | 263 (-17)                     |
| 2016                              | Chantaco                      | Beth Allen                    | États-Unis                    | 266 (-14)                     |
| 2015                              | Chantaco                      | Céline Herbin                 | France                        | 269 (-11)                     |
| 2014                              | Chantaco                      | Azahara Muñoz (2)             | Espagne                       | 269 (-11)                     |
| 2013                              | Chantaco                      | Azahara Muñoz                 | Espagne                       | 266 (-14)                     |
| 2012                              | Chantaco                      | Stacey Keating                | Australie                     | 266 (-14)                     |
| 2011                              | Paris International Golf Club | Felicity Johnson              | Angleterre                    | 274 (-14)                     |
| Open de France féminin            |                               |                               |                               |                               |
| 2010                              | Paris International Golf Club | Trish Johnson (3)             | Angleterre                    | 274 (-14)                     |
| Randstad Open de France dames     |                               |                               |                               |                               |
| 2009                              | Arras                         | Nicole Gergely                | Autriche                      | 275 (-13)                     |
| Vediorbis Open de France dames    |                               |                               |                               |                               |
| 2008                              | Arras                         | Anja Monke                    | Allemagne                     | 278 (-10)                     |
| 2007                              | Arras                         | Linda Wessberg                | Suède                         | 277 (-11)                     |
| 2006                              | Arras                         | Veronica Zorzi (2)            | Italie                        | 281 (-7)                      |
| 2005                              | Arras                         | Veronica Zorzi                | Italie                        | 276 (-12)                     |
| Open de France dames              |                               |                               |                               |                               |
| 2004                              | Arras                         | Stéphanie Arricau             | France                        | 281 (-7)                      |
| Open de France Crédit Mutuel Nord |                               |                               |                               |                               |
| 2003                              | Arras                         | Lynnette Brooky (2)           | Nouvelle-Zélande              | 274 (-14)                     |
| 2002                              | Arras                         | Lynnette Brooky               | Nouvelle-Zélande              | 272 (-16)                     |
| Open de France dames              |                               |                               |                               |                               |
| 2001                              | Arras                         | Suzann Pettersen              | Norvège                       | 280 (-8)                      |
| 2000                              | Arras                         | Patricia Meunier-Lebouc       | France                        | 271 (-17)                     |
| 1999                              | Paris International Golf Club | Trish Johnson (2)             | Angleterre                    | 282 (-6)                      |
| 1998 : Non organisé               |                               |                               |                               |                               |
| 1997                              | Paris International Golf Club | Karen Lunn                    | Australie                     | 281 (-7)                      |
| 1996                              | Arras                         | Trish Johnson                 | Angleterre                    | 200 (-19)                     |
| Nestlé French Ladies Open         |                               |                               |                               |                               |
| 1995                              | Saint-Endréol                 | Marie-Laure De Lorenzi (2)    | France                        | 210 (-9)                      |
| VAR Open de France dames          |                               |                               |                               |                               |
| 1994                              | Saint-Endréol                 | Julie Forbes                  | Écosse                        | 213 (-6)                      |
| 1993                              | Sainte-Maxime                 | Marie-Laure De Lorenzi        | France                        | 220 (+3)                      |
| Open de France dames              |                               |                               |                               |                               |
| 1990–92 : Non organisé            |                               |                               |                               |                               |
| 1989                              | Fourqueux                     | Suzanne Strudwick             | Angleterre                    | 285 (-3)                      |
| Letting French Open               |                               |                               |                               |                               |
| 1988                              | Fourqueux                     | Marie-Laure Taya              | France                        | 290                           |
| 1987                              | Fourqueux                     | Liselotte Neumann             | Suède                         | 293 (-7)                      |